# Live dabei
Live dabei ist das Debütalbum des deutschen Rappers D-Irie. Es wurde am 23. Februar 2007 über das Label Shok Muzik veröffentlicht.

## Inhalt
Das Album beinhaltet typische Merkmale des Gangsta-Rap-Genres, in der es um das schwierige Leben als „Hustler“ in den sozialen Brennpunkten Berlins geht, außerdem befinden sich mit Mein Leben und Schutzengel auch persönliche Lieder von D-Irie auf dem Album.
Das Lied Was jetzt los!?! ist ein Disstrack gegen das Berliner Label Aggro Berlin und wurde als erste Single des Albums veröffentlicht. Das Lied stieg auf Platz 49 der deutschen Singlecharts ein und ist bis heute die kommerziell erfolgreichste Single von D-Irie. Auf dem Lied Das ist Gangsta (Remix) werden Massiv und Azad von Baba Kaan gedisst.

## Titelliste
| #   | Titel                                                             | Produzent  | Länge |
| --- | ----------------------------------------------------------------- | ---------- | ----- |
| 1.  | Intro                                                             | TC Roc     | 0:44  |
| 2.  | Allein in den Krieg                                               | TC Roc     | 4:28  |
| 3.  | Das ist Gangsta                                                   | DK         | 3:49  |
| 4.  | Mein Leben (feat. Nadia Chavel)                                   | DK         | 4:41  |
| 5.  | Berliner (Skit)                                                   | TC Roc     | 0:22  |
| 6.  | Berliner Mentalität                                               | Kris iLL   | 5:32  |
| 7.  | Diese Welt                                                        | Daytona    | 3:32  |
| 8.  | Ich bin anders                                                    | DK         | 4:19  |
| 9.  | Ich mach was ich will                                             | Kris iLL   | 4:07  |
| 10. | Telefon (Skit)                                                    | DK         | 2:15  |
| 11. | Meine Stadt                                                       | Kris iLL   | 4:40  |
| 12. | Komm in den Club (feat. Osama 06)                                 | TC Roc     | 3:26  |
| 13. | Doppeltes Risiko Pt.II (feat. Crackaveli)                         | Kris iLL   | 3:30  |
| 14. | Fick auf die Polizei                                              | Kris iLL   | 3:49  |
| 15. | Wir sind Soldaten                                                 | TC Roc     | 4:03  |
| 16. | Was jetzt los!?! (Skit)                                           | DK, TC Roc | 1:07  |
| 17. | Was jetzt los!?!                                                  | DK, TC Roc | 3:41  |
| 18. | Die üblichen Verdächtigen (feat. Emok)                            | DK         | 3:31  |
| 19. | Relaxx                                                            | DK         | 3:28  |
| 20. | Schutzengel                                                       | DK         | 4:13  |
| 21. | Das ist Gangsta (Remix) (feat. Crackaveli, Baba Kaan, Ufuk Sahin) | DK         | 5:07  |